# Muhammad I. al-Mustansir
Abu Abdallah Muhammad I. al-Mustansir (arabisch أبو عبد الله محمد المستنصر, DMG Abū ʿAbd Allāh Muḥammad al-Mustanṣir; † 1277) war von 1249 bis 1277 Kalif der Hafsiden in Ifrīqiya.

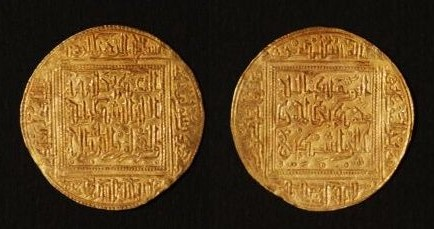
Golddinar Mohammeds I.

## Leben

### Kalifat von Tunis
Muhammad I. war der Sohn von Abu Zakariya Yahya I. und folgte ihm nach dessen Tod 1249 als Herrscher der Hafsiden. Er setzte die Konsolidierung des Reiches fort. Um die Wirtschaft zu beleben, ließ er weitere muslimische Flüchtlinge aus Andalusien in Ifriqiya ansiedeln. Da auch Muhammad I. den Anspruch vertrat, die Hafsiden seien die einzig legitimen Nachfolger der Almohaden, ließ er sich zum Kalifen proklamieren. 1259 gelangen ihm die großen diplomatischen Erfolge, denn sein Kalifat wurde von den Scherifen in Mekka und den Mamluken in Ägypten anerkannt – wenn auch nur vorübergehend.

### Konflikt mit Sizilien
Außenpolitisch geriet er ab 1266 mit dem neuen sizilianischen König Karl von Anjou im Konflikt, da Muhammad die Staufer (Ghibellinen) gegen die Guelfen um ihn unterstützte. Dies hatte auch eine wirtschaftliche Komponente, denn Muhammad hatte einst dem Kaiser Friedrich II. Importzölle für die Einfuhr sizilianischen Getreides in sein Reich entrichtet und diese Zahlungen nach dem Ende der Herrschaft König Manfreds eingestellt. Karl von Anjou aber betrachtete sich als legitimer Nachfolger Manfreds und das Verhältnis des Sultans zu Sizilien als tributabhängig und verlangte die Wiederaufnahme der Zahlungen sowie die Nachzahlung der ausgebliebenen Jahre. Während Muhammad sich zu ersterem bereit erklärte, lehnte er die Nachzahlungen ab.
Er wollte der Bedrohung durch Karl von Anjou entgehen, indem er ihn gegen seinen älteren Bruder König Ludwig IX. von Frankreich (der Heilige) auszuspielen versuchte. Muhammad entsandte im August 1269 eine diplomatische Mission an Karls Hof in Neapel. Nachdem sie erwartungsgemäß wenig Erfolg gehabt hatte, zog sie nach Paris weiter. Ebenso wie gegenüber Karl ließ man vor Ludwig verlautbaren, dass Muhammad zu einer Bekehrung zum Christentum bereit sei, allerdings nur mit einem starken Heer als Schutzmacht im Rücken, um sich einer möglichen Reaktion des Mamelukensultans Baibars I. erwehren zu können. Statt einer religiösen Absicht hatte er dabei wohl den Schutz und die Legitimation seines Reiches gegenüber Karl von Anjou im Sinn.

### Siebter Kreuzzug
Ludwig IX. allerdings rüstete damals gerade für einen neuen Kreuzzug, mit dem die Kreuzfahrerstaaten in Palästina und Syrien gegen die ägyptischen Mamluken entlastet werden sollten. Von der Idee motiviert, dass Muhammad bereit sei, zum Christentum zu konvertieren, ließ sich Ludwig von Karl dazu bewegen, mit seinem Kreuzfahrerheer auf dem Weg ins Heilige Land vor Tunis Halt zu machen. Dort wollte er entweder Muhammad zur Konversion und einem Bündnis nötigen oder anderenfalls das Kalifat erobern und als Stützpunkt für einen weiteren Angriff auf Ägypten nutzen. Der Versuch König Jakobs I. von Aragón, der Handelsbeziehungen zu Nordafrika unterhielt, Einfluss auf den Kreuzzugsverlauf zu nehmen, indem er sich für Syrien als Ziel einsetzte, blieb wirkungslos.

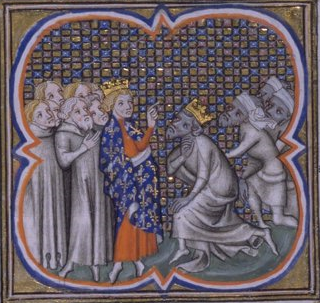
Philipp III. von Frankreich (links) schließt mit al-Mustansir Frieden. Miniatur aus den Grandes Chroniques de France, 15. Jh.

Im August 1270 landete Ludwig IX. mit dem Heer des Siebten Kreuzzuges an der Küste Tunesiens und besetzte mühelos die Ruinen Karthagos, wo er sein Feldlager errichtete, während sich Muhammad in Tunis verbarrikadierte. Noch bevor es zu größeren Kämpfen kam, starb Ludwig im Feldlager an einer Krankheit und der just eingetroffene Karl von Anjou riss als Onkel des jungen Thronerben Philipp III. das Kommando über das Kreuzfahrerheer an sich. Da im Lager der Kreuzfahrer eine Krankheit grassierte, nahm Karl nun Verhandlungen mit Muhammad auf. Dieser ließ sich darauf ein, den Kreuzfahrern einen hohen Tribut zu zahlen und christlichen Priestern den Zugang nach Tunis zu erlauben, woraufhin die Kreuzfahrer sein Land verließen. Der durch den Kreuzzug unterbrochene, für die Hafsiden aber wichtige Handel mit den christlichen Seemächten Aragón, Venedig, Pisa und Genua konnte binnen weniger Jahre wiederhergestellt werden. Auch zu Karl von Anjou besserten sich die Verhältnisse, indem Muhammad zu Sizilien in eine ähnlich geartete Wirtschaftsbeziehung trat wie zu den Staufern, die von seinen Nachfolgern und auch nach der sizilianischen Vesper (1282) weitergeführt wurde.

### Tod
Als Muhammad I. al-Mustansir im Jahr 1277 starb, folgte ihm sein Sohn Yahya II. al-Watiq (reg. 1277–1279). Unter ihm brachen heftige Machtkämpfe aus, die das Hafsidenreich schwer erschütterten.

## Al-Mansur als Jäger
Im Jahr 1247 (A.H. 645) wurde dem Thronfolger, der damals noch Emir von Bône und passionierter Jäger mit Hunden (Saluki) und Falken war, ein Buch über die Jagd präsentiert. Von diesem Buch, von dem nur noch die Teile VII und VIII des Bandes IV in der Universität Ez-Zitouna in Tunis erhalten sind, liegt seit 2001 eine Übersetzung in englischer Sprache vor.